# Chlöe Swarbrick
Chlöe Charlotte Swarbrick, née le 26 juin 1994 à Auckland, est une femme politique néozélandaise.

## Biographie
En raison de la séparation de ses parents durant son enfance, elle vit au Royaume-Uni avec sa mère pendant six mois puis avec son père en Papouasie-Nouvelle-Guinée pendant un an et demi. De retour en Nouvelle-Zélande, sa sœur et elle vivent ensemble en alternance une semaine sur deux chez chacun de leurs parents. Par un parcours intensif, elle obtient deux licences, en philosophie et en droit, à l'université d'Auckland. À l'âge de 18 ans, en parallèle à ses études, elle co-fonde avec son compagnon une boutique de vente de vêtements masculins issus de modes de production éthiques.
Après s'être portée candidate, sans succès et à l'âge de 22 ans, au poste de maire d'Auckland lors des élections de 2016, elle est élue au Parlement de Nouvelle-Zélande lors des élections de 2017 pour le Parti vert.
Elle est la porte-parole de son parti pour les questions de santé mentale, d'éducation, des arts et de la culture, d'éducation supérieure, des petites entreprises, de l'audiovisuel, de la jeunesse et de gouvernement local.
En novembre 2019, une vidéo de Chlöe Swarbrick devient virale. Alors qu'elle intervient au Parlement sur le changement climatique, elle répond d'un expéditif « OK Boomer » à un collègue plus âgé qui cherche à la déstabiliser.
Chlöe Swarbrick est végane et a co-publié un livre de recettes véganes pour financer sa campagne électorale.